# Tarif fiscal du Parisinus
 (décembre 2020).

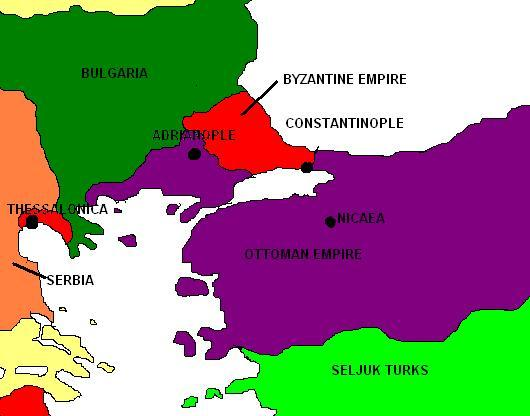
Parisinus

Le Tarif fiscal du Parisinus est un texte métrologique byzantin conservé à la Bibliothèque nationale de France (Suppl. gr. 676 du XIVe siècle) contenant quelques paragraphes sur le calcul de l'impôt et de la rente fonciers à Byzance, à savoir les définitions des catégories de terre et des mesures adoptées lors des opérations d'imposition. Le texte principal daterait du Xe siècle car il est antérieur à la réforme, probablement de Michel IV, sur la longueur de l'orgyie. Il a fait l'objet d'une mise à jour au XIe siècle pour tenir compte de la nouvelle longueur. Il est la première forme de taxe de Byzance dont le montant est déterminé selon les revenus du contribuable et ne peut être payé qu’en liquide.  Il inclut un système d'impôts à percevoir sur les terres agricoles, c’est la Pronoia, ou système fiscal d'attribution de terres, d'étendues diverses, par l'empereur byzantin, à un individu pour qu'il en soutire, pour son propre profit, les revenus d'état qui y sont rattachés. La pronoia pouvait être attribuée de façon arbitraire, des fois prestigieuses, par l'empereur à des membres de sa famille ou à des partisans. Mis en place par la dynastie des Comnènes à partir du xie siècle, le système des pronoia était utilisé jusqu'à la fin de l'Empire byzantin en 14532 .

## Fiscalité agricole et estimations

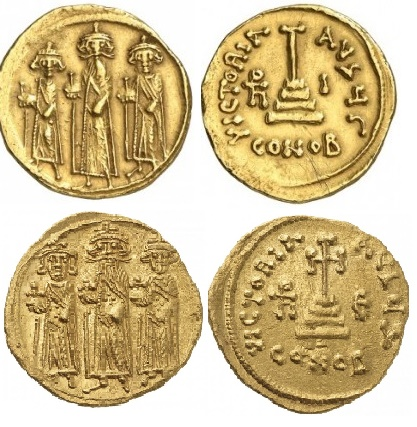
Nomisma, et pièces des califes Umeyyades, comparaison

Pour le système des terres agricoles, le tarif du Parisinus propose toute une gamme de résonnements, afin qu’un paysan puisse  payer  les taxes et impôts pour ses terres avec des monnaies, puisqu’elles sont deux à avoir été utilisées. En effet, il y avait la monnaie en pièce d’or, «nomisma», puis la monnaie en pièce d’argent, utilisée durant ses dernières années, près de la chute de l’empire, pour laquelle les principes de ce texte furent toujours appliqués en ce qui relate de l’économie de Byzance. Évidemment, les montants déduits reposaient essentiellement sur deux facteurs. Primo, la grandeur d’une terre, deuxio, les revenus que le paysan produisait grâce à cette terre. Tertio, est-elle une terre résidentielle ou une terre dont il se sert pour commercer? En se référant principalement à ces facteurs, on peut commencer à jouer avec les démarches du Tarif du Parisinus, afin de déterminer la contribution du paysan envers l’État, de ses terres. En rappelant que la monnaie est principalement le nominisma, maintenant, établissons des valeurs principales reliées à la grandeur et la qualité d’une terre. Les valeurs en nomisma selon les caractéristiques d’une terre sont les suivantes, dans le tarif du Perisinus; un nomisma de valeur pour chaque modios de terre de première qualité, c'est-à-dire une terre arable pouvant être arrosée ou étant attachée aux habitations des villageois, donc une terre où la culture intensive était possible. Un nomisma pour deux modios de terre de deuxième qualité, donc terres arables; un nomisma pour trois modios de terre de troisième qualité, dont la pâture est mauvaise ou selon les coutumes locales; Trois nomismata pour un modios de pré de fauche, sans doute parce que celui-ci pouvait être exploité toute l’année au complet. Il est ajouté que ces taux pouvaient varier soit à cause d'ordonnances impériales, soit à cause de coutumes locales. Le modios, cité tant de fois, était l’unité de mesure sûre pour les terres[4]. Il est toujours indéterminé s’il s’agit de 888 m2  de surface, comme le allant jusqu’à 1280 m2  . Important, à part la qualité de la terre, sa surface maintenant. Les prix selon les surfaces fonctionnent comme il suit; des principales mesures mentionnées dans ce qui suit: modios, étant mesure de superficie qui peut varier entre 888 et 1 280 m2, «schoinion» ou «mesme», une longueur qui correspond à 10 ou 12 «orgyiai», donc de 21,30  à 25,30 m, «orgyai», mesure de longueur qui correspond à 187-216 cm; «spithame-mesme» de longueur, qui correspond de 23,4 à 24,6 cm: Schilbach. Maintenant ces prix établis, nous pouvons en venir à la démarche menant à la valeur de l’impôt que l’État prélève, en opérant à partir de ces prix-là. On dit du Tarif de Perisinus qu’il est une métrologie, donc un procédé scientifique de démarche pour établir la fiscalité. Voyons donc la complexité de celui-ci , le faisant si complexe pour qu’il soit scientifique. Comme exemple, rentrons dans les exceptions s’appliquant aux tarifs des terres, selon les caractéristiques et les mesures et les prix précédemment cités. Les exceptions s’appliquent comme suit; Pour la terre de première qualité partout, on mesure avec le schoinion de dix orgyies. Dans les régions particulièrement fertiles, on utilise le même schoinion de dix orgyies. Dans les autres régions d'Orient, on utilise le schoinion de douze orgyies .Dans les thèmes d'Occident, on utilise le schoinion de dix orgyies, mais on fait les calculs après avoir diminué de 10% les dimensions du terrain. Ainsi, si l'on prenait un terrain hypothétique, un carré de 213 m de côté, d'une superficie réelle de 45,369 m2 , il compterait pour 50 modios fiscaux selon la procédure des terres de haute qualité), 35 modios s'il était situé dans les thèmes d'Orient  et 40,5 modios s'il se trouvait dans la région des Balkans. Un allégement fiscal aux cultivateurs, allonge l'yorgyie d'un quart de spithame, diminuant ainsi la surface "fiscale" des biens imposés, et, par conséquent, l'impôt qui en était exigé. Comme on peut le voir, la complexité et la rigueur du Tarif du Parisinus sont d’une véritable profondeur. Il est tellement sophistiqué qu’il y a tant et tant de conditions et de contraintes à prendre en compte afin de déterminer la fiscalité pour une terre. Pour appuyer cela, ne soyons pas surpris des prochaines contraintes qui seront les prochaines citées, encore et encore, comme l’on peut voit. La fiscalité ne dépend plus seulement de la grandeur, la fertilité et du lieu de la terre, mais de ce qu’elle fournit. Est-ce des vignes ou des céréales qui poussent dessus par exemple?  Les contraintes deviennent donc les suivantes, si nous parlons pour les loyers entre le XIe et le XIIe sièclele, selon le Tarif du Parisinus; Le loyer moyen des vignes au Xlle siècle était de 1 nomisma d'or pour 3 modioi, on peut comparer ce taux à celui du loyer pour les céréales, 1 nomisma pour 10 modios[7].En quoi rendu là, ce texte est-il utile? Si l’on prend toute la démarche élaborée, expliquée précédemment, grâce au Tarif du Perisinus, on peut établir l’impôt complet, pour une province de Byzance, impôt dont on connaîtra à l’avance la somme avant même de le percevoir, grâce à toutes les démarches mentionnées plus haut. Ce qu’on appelle aujourd’hui la fraude fiscale, peut donc être ainsi évitée, puisqu’avec les méthodes que nous indique le Tarif du Parisinus, on sait déjà ce que l’on devrait percevoir comme impôt.]. Le Tarif fiscal du Parisinus est donc une métrologie non seulement qui permet de déterminer la valeur d’une terre, son loyer et l’impôt dont son propriétaire doit, mais surtout, son raisonnement permet à l’État de connaître ce qu’il doit dûment réclamé comme montant par province.

## Recours au sauvetage d'une économie
Le Tarif du Parisinus ne constitue pas seulement un outil pour déterminer les impôts à percevoir pour les terres, mais aussi un outil pour rebalancer une économie. En effet, on peut le voir dans le cas de la dévaluation du nomisma, donc la pièce d’or byzantine. Dans le cas du recenseur Kataphlôron, qui en 1079 a  majoré  les taxes de Lavra de 72,25%, une majoration énorme qui n'est pas explicable par l'augmentation de la fortune de couvent. Donc un nouveau procédé fiscal a dû être appliqué à ce moment. Or, en 1079, la dévaluation catastrophique de la monnaie byzantine s’accentuait de plus en plus. Comme il est certain que le taux d'imposition de la terre n'avait pas changé , celui du tarif fiscal du Parisinus qui se retrouve inchangé dans le traité fiscal de Zaborda, qui est daté du XIIe siècle , le Vépibolè pourrait avoir été un des moyens mis en place par le gouvernement pour contrebalancer la perte de revenus due à la dévaluation. Grâce à la maintenance des principes élaborés dans le tarif du Parisinus, on n’a pu donc élaboré ce Vépibolè, qui nous sauve d’une crise. Les Byzantins arrivent donc à la solution pour contrer le débalancement de la valeur de leur pièce d’or et ce qui permet en même temps, de pouvoir continuer avec une économie sans avoir à faire appel aux principes du recenseur Kataphlôron qui était chargé de la fiscalité et allait la faire plongée. Le Tarif du Parisinus est donc rendu là non seulement une métrologie pour la perception des impôts, mais aussi une forme de conseiller, afin de remédier à des alternatives ou des solutions, au sein d’une mauvaise économie.

## Impôts des contribuables
Le texte ne se limite pas en termes d’impôts sur les terres agricoles, payées par les paysans locataires ou propriétaires. En effet, le Tarif du Parisinus élabore même un système fiscal, prélevant des impôts sur une personne en tant que tel. Tout chef de famille de cultivateurs, propriétaire ou locataire est redevable de certains impôts sur sa personne. On remarquera que dans le Tarif fiscal du Parisinus, il est question des mêmes impositions pour propriétaires de terres et pour cultivateurs libres, sauf peut-être au niveau de certaines redevances qui font objet exceptions. En effet, du point de vue du fisc, il n'y a aucune différence entre propriétaire , cultivateur libre en ce qui concerne le calcul de l'impôt. Dans les deux cas, le montant dépend des moyens de production que chacun possède, évalués selon le même tarif. Le statut du cultivateur libre est cependant socialement et économiquement plus faible dans la mesure où il est locataire et non pas propriétaire. Son statut peut aussi varier considérablement pour des raisons historiques, sociales ou, surtout, économiques. L'imposition des paysans se fait selon les mêmes principes que celle d’une terre. On établit la valeur de l’impôt sur l’être, de chaque cultivateur en tenant compte des moyens de production qu'il possède. L'impôt est fixé à 4% de tous ses revenus, ou plus précisément dit dans le tarif du Parisinus, 1/24 de ces revenus. Ce qui est bien variable, tout comme pour les impôts à percevoir sur les terres, selon leurs superficies, tel que cité précédemment. Pour donner un exemple concret qui pouvait se produire à l’époque et montrer l’aspect sophistiqué du Tarif du Parisinus, voici dans une situation comment l’on déduisait le montant par lequel un propriétaire ou un cultivateur libre de terre devait payer. Si propriétaire de terre possède 2 bœufs, cela équivaudrait à 2 locataires possédant 1 bœuf chacun, et donc qui équivaut aussi à 4 locataires sans bœuf. À partir de ces rapports, on pouvait prendre la portion qu’un locataire devait payer et la multiplier adéquatement pour savoir le propriétaire devait combien en pièce d’or. rencontre des variations intéressantes. Selon le tarif fiscal du Parisinus, un propriétaire  était évalué à 24 nomismata et donc un locataire, si l’on se réfère à l’exemple avec les bœufs, 12 nomismata chacun. Et donc , le propriétaire devait payer un nomisma d'impôt. Étant donné que l’impôt était de 1/24 des revenus d’un être sur des terres agricoles. Le Tarif fiscal du Parisinus est donc une référence qui contribue au savoir nécessaire d’un bon fonctionnement de la perception d’impôt, pas seulement au niveau des terres, mais au niveau des revenus personnels d’un agriculteur libre ou propriétaire de terre

## Redevances sur les animaux domestiques
Le texte fournis des méthodes au point où l’État peut arrondir ce qu’il perçoit, grâce à des tarifs fiscaux imposés sur un paysan possédant des animaux qui lui ramènent du profit. Les sommes dépendront de l’animal dont il est question et du nombre dont le paysan sur sa terre en possède. Pour éclaircir sur cette démarche, en voici un exemple qui était fort probable de se dérouler à l’époque et qui suivait la démarche du texte. «Le pâturage doit être mesuré en modios. Il faut compter pour chaque mouton et pour le semestre d'hiver, 2 et 1/2 modios, et recevoir 1 nomisma d'or comme retour sur 100 moutons. Et si tu atteins les 4 ou 5 nomismata, tu dois compter comme valeur du troupeau une livre d'or, de la même façon que l'empereur traite à 7 nomismata la livre. Il faut que tu comptes 6 grands moutons ou 10 petits pour un nomisma. Et s'il s'agit de pâturage pour les buffles, les juments, ou les bœufs, il faut compter 10 modioi de terre par tête pour 6 mois de pâture; et recevoir 1 nomisma d'or comme compensation pour trois têtes de bétail».

## En somme
Le Tarif fiscal du Parisinus est alors un texte élaborant de façon sophistiquée et rigoureuse les moyens pour un état de percevoir les impôts autant pour une terre, un revenu ou un animal. Il en va même de dire qu’il est un bon guide pour se sortir du pétrin, à l’époque en tout cas, lorsque l’on fait face à une crise économique ou à une dévaluation de sa monnaie. Le Tarif fiscal du Parisinus assure finalement une équité de contribution entre un propriétaire et un paysan locataire de terre, puisque la portion est sujet de multiplication grâce à un rapport de similitude, par lequel on sait que si un propriétaire paie 1/24 de ses revenus, le paysan paie alors 1/72. Il y a donc raisonnement fonctionnel et équité.